# Jajpur
Jajpur (o Jajapur) è una suddivisione dell'India, classificata come municipality, di 32.209 abitanti, capoluogo del distretto di Jajpur, nello stato federato dell'Orissa. In base al numero di abitanti la città rientra nella classe III (da 20.000 a 49.999 persone).

## Geografia fisica
La città è situata a 20° 51' 0 N e 86° 19' 60 E e ha un'altitudine di 7 m s.l.m..

## Società

### Evoluzione demografica
Al censimento del 2001 la popolazione di Jajpur assommava a 32.209 persone, delle quali 16.655 maschi e 15.554 femmine. I bambini di età inferiore o uguale ai sei anni assommavano a 3.590, dei quali 1.878 maschi e 1.712 femmine. Infine, coloro che erano in grado di saper almeno leggere e scrivere erano 24.030, dei quali 13.355 maschi e 10.675 femmine.